# Michael Augustine Corrigan
Michael Augustine Corrigan (New York, 13 agosto 1839 – New York, 5 maggio 1902) è stato un arcivescovo cattolico statunitense.

## Biografia
Nato a New York, venne ordinato sacerdote il 19 settembre 1863.
Nel 1873 fu eletto vescovo di Newark.
Il 1º ottobre 1880 fu nominato arcivescovo titolare di Petra e coadiutore di New York. Il 10 ottobre 1885 succedette alla medesima sede.
Morì a New York il 5 maggio 1902.

## Genealogia episcopale e successione apostolica
La genealogia episcopale è:
- Cardinale Scipione Rebiba
- Cardinale Giulio Antonio Santori
- Cardinale Girolamo Bernerio, O.P.
- Arcivescovo Galeazzo Sanvitale
- Cardinale Ludovico Ludovisi
- Cardinale Luigi Caetani
- Cardinale Ulderico Carpegna
- Cardinale Paluzzo Paluzzi Altieri degli Albertoni
- Cardinale Gaspare Carpegna
- Cardinale Fabrizio Paolucci
- Cardinale Francesco Barberini
- Cardinale Annibale Albani
- Cardinale Federico Marcello Lante Montefeltro della Rovere
- Vescovo Charles Walmesley, O.S.B.
- Arcivescovo John Carroll
- Cardinale Jean-Louis Anne Madelain Lefebvre de Cheverus
- Arcivescovo Ambrose Maréchal, P.S.S.
- Vescovo John Dubois, P.S.S.
- Arcivescovo John Joseph Hughes
- Cardinale John McCloskey
- Arcivescovo Michael Augustine Corrigan

La successione apostolica è:
- Vescovo Winand Michael Wigger (1881)
- Vescovo Patrick Anthony Ludden (1887)
- Vescovo Charles Edward McDonnell (1892)
- Vescovo Henry Gabriels (1892)
- Vescovo Thomas Martin Aloysius Burke (1894)
- Vescovo James Augustine McFaul (1894)
- Cardinale John Murphy Farley (1895)
- Arcivescovo James Edward Quigley (1897)
- Vescovo John Joseph O'Connor (1901)